# Perigrapha circumducta
Perigrapha circumducta is een vlinder uit de familie uilen (Noctuidae). De wetenschappelijke naam is voor het eerst geldig gepubliceerd in 1855 door Lederer.
De soort komt voor in Europa.